# Butachlor
Butachlor ist eine Mischung von zwei atropisomeren chemischen Verbindungen aus der Gruppe der Acetanilide, welche 1969 von Monsanto als Herbizid eingeführt wurde.

## Gewinnung und Darstellung
Butachlor kann durch Umsetzung von Chloressigsäurechlorid mit dem Azomethin von 2,6-Diethylanilin und Formaldehyd, gefolgt durch Behandlung mit n-Butanol hergestellt werden.

## Eigenschaften
Butachlor ist eine hellgelbe Flüssigkeit mit schwach süßlichem Geruch,  die gering löslich in Wasser ist. Sie ist stabil gegenüber UV-Licht und Hydrolyse im pH-Wert-Bereich von 3, 6 und 9. Sie zersetzt sich bei Temperaturen von 165 °C und darüber.

## Verwendung
Butachlor wird als selektives, systemisches Herbizid gegen Gras und breitblättrige Unkräuter verwendet. Im Reisanbau ist Butachlor das wichtigste Herbizid.

## Zulassung
Butachlor wurde nicht in die Liste der in der Europäischen Union zulässigen Pflanzenschutzmittel-Wirkstoffe aufgenommen.
In Deutschland, Österreich und der Schweiz sind keine Pflanzenschutzmittel mit diesem Wirkstoff zugelassen.

## Handelsnamen
Machete, Butanex, Butataf, Dhanuchlor, Farmachlor, Hiltaklor, Trapp, Wiper, Rasayanchlor, Butenachlor.